# Ah Ying
Pour plus de détails, voir Fiche technique et Distribution.
Ah Ying (半邊人) est un film hongkongais, sorti en 1983. Il remporte le Hong Kong Film Award du meilleur film en 1984. Il est présenté en sélection officielle à la Berlinale 1984.

## Synopsis
Une jeune fille nommée Ah Ying qui rêve de devenir actrice.

## Fiche technique
- Titre original : 半邊人
- Titre international : Ah Ying
- Réalisation : Allen Fong
- Pays d'origine : Hong Kong
- Format : Couleurs - 35 mm - 1,85:1 - Mono
- Genre : drame
- Durée : 110 minutes
- Date de sortie : 1983

## Distribution
- Hui So-ying : Ah Ying

## Distinctions

### Récompenses
- Hong Kong Film Awards 1984 : meilleur film, meilleure réalisation et meilleur montage.

### Nominations
- Hong Kong Film Awards 1984 : meilleur scénario, meilleur acteur pour Peter Wang , meilleure actrice pour Hui So-ying, meilleur nouvel espoir pour Hui So-ying, meilleure photographie pour Chan Ngok-yi, meilleure musique de film et meilleure chanson.

### Sélection
- Berlinale 1984 : sélection en compétition